# شهرستان واشینگتن (مینه‌سوتا)
شهرستان واشینگتن، مینه‌سوتا (به انگلیسی: Washington County, Minnesota) شهرستانی در ایالات متحده آمریکا است که در مینه‌سوتا واقع شده‌است.